# Talavera esyunini
Talavera esyunini is een spinnensoort in de taxonomische indeling van de springspinnen (Salticidae).
Het dier behoort tot het geslacht Talavera. De wetenschappelijke naam van de soort werd voor het eerst geldig gepubliceerd in 1992 door Dmitri Viktorovich Logunov.